# I Crodaioli
I Crodaioli è stato un coro di ispirazione popolare di sole voci maschili, con sede ad Arzignano (Vicenza), fondato nel 1958 ed attivo fino al 2019.

## Storia
Il coro eseguiva e divulgava canti di ispirazione popolare, composti dal suo fondatore e direttore Bepi De Marzi, molti dei quali eseguiti da cori di tutto il mondo (fra cui spicca Signore delle cime, canto tradotto in centotrentaquattro lingue).
In sessant'anni, continuamente rinnovati nei quattro settori vocali, il coro ha effettuato più di tremila concerti in ogni parte del mondo e ha pubblicato circa centocinquanta nuovi canti.

## Discografia
- 1968 - Voci della montagna Vol.1 (Carosello Record & tapes)
- 1981 - Voci della montagna Vol.2 (Carosello Record & tapes)
- 1981 - I Crodaioli di Bepi De Marzi Vol.3 (Carosello Record & tapes)
- 1977 - Varda che vien matina Vol.4 (Carosello Record & tapes)
- 1981 - Calastoria Vol.5 (Carosello Record & tapes)
- 1985 - I Crodaioli di Bepi De Marzi Vol.6 (Carosello Record & tapes)
- 1991 - I Crodaioli di Bepi De Marzi Vol.7 (Carosello Record & tapes)
- 1995 - I Crodaioli di Bepi De Marzi Vol.8 (Carosello Record & tapes)
- 2005 - I Crodaioli di Bepi De Marzi Vol.9 (Carosello Record & tapes)
- 2006 - Salmi di padre David Maria Turoldo (Casa Musicale Edizioni Carrara di Bergamo)
- 2016 - Antologia 1 e 2